# Шестиугольник Сатурна

Шестиугольник в 2012 и 2017 годах, фотографии спутника «Кассини» в естественных цветах

Гигантский шестиугольник (Гексаго́н Сатурна, англ. Saturn's hexagon) — не имеющий на сегодняшний день строгого научного объяснения атмосферный феномен на планете Сатурн. Представляет собой геометрически правильный шестиугольник с поперечником в 25 тысяч километров, находящийся в северном полярном регионе Сатурна. По всей видимости, шестиугольник является вихрем. Прямые «стены» вихря уходят вглубь атмосферы на расстояние до 100 километров. При изучении вихря в инфракрасном диапазоне наблюдаются светлые участки, представляющие собой гигантские прорехи в облачной системе, которые простираются, как минимум, на 75 километров вглубь атмосферы.
Потоки воздуха движутся со скоростью примерно 320 км/ч против часовой стрелки, вращая шестиугольник полностью за 10 часов 40 минут.

## История открытия
Впервые эта структура была замечена на ряде снимков, переданных аппаратами Вояджер-1 и Вояджер-2. Поскольку объект ни разу не попал в кадр полностью и из-за низкого качества снимков, сколь-нибудь серьёзного изучения шестиугольника не последовало.
Интерес к гигантскому шестиугольнику появился после передачи его снимков аппаратом КА Кассини. Тот факт, что объект снова замечен после миссии Вояджеров, проходившей более четверти века назад, говорит о том, что шестиугольник представляет собой довольно устойчивое атмосферное образование.
Полярная зима и удачный угол обзора (с перспективой) дали специалистам возможность рассмотреть глубинную структуру шестиугольника.
Предполагают, что шестиугольник не связан ни с авроральной активностью планеты, ни с её радиоизлучением, хотя он расположен внутри аврорального овала.

Вращение шестиугольника

Вместе с тем, объект, по данным КА Кассини, вращается синхронно с вращением глубинных слоёв атмосферы Сатурна и, возможно, синхронно с её внутренними частями. Если шестиугольник неподвижен относительно глубинных слоёв Сатурна (в отличие от наблюдаемых верхних слоёв атмосферы в более низких широтах), он может послужить опорой в определении истинной скорости вращения Сатурна.

## Объяснение феномена
Учёные из Оксфордского университета смогли в лабораторных условиях смоделировать возникновение подобного шестиугольника. Чтобы выяснить, как возникает такое образование, исследователи поставили на вертящийся стол 30-литровую ёмкость с водой. Она моделировала атмосферу Сатурна и её обычное вращение. Внутри учёные поместили маленькие кольца, вращающиеся быстрее ёмкости. Это генерировало миниатюрные вихри и струи, которые экспериментаторы сделали видимыми при помощи зелёной краски. Чем быстрее вращалось кольцо, тем больше становились вихри, заставляя близлежащий поток отклоняться от круговой формы. Таким образом учёным удалось получить различные фигуры — овалы, треугольники, квадраты и шестиугольник.
Учёные сопоставили данные опыта с происходящим на Сатурне и выдвинули предположение, что в его высоких северных широтах отдельные струйные течения разогнаны как раз до той скорости, при которой формируется нечто вроде устойчивой волны — планетарный шестиугольник. И хотя исследование не раскрыло происхождения подобных течений, оно показало, почему вся система стабильно существует.

## Снимки 2012-2014 годов

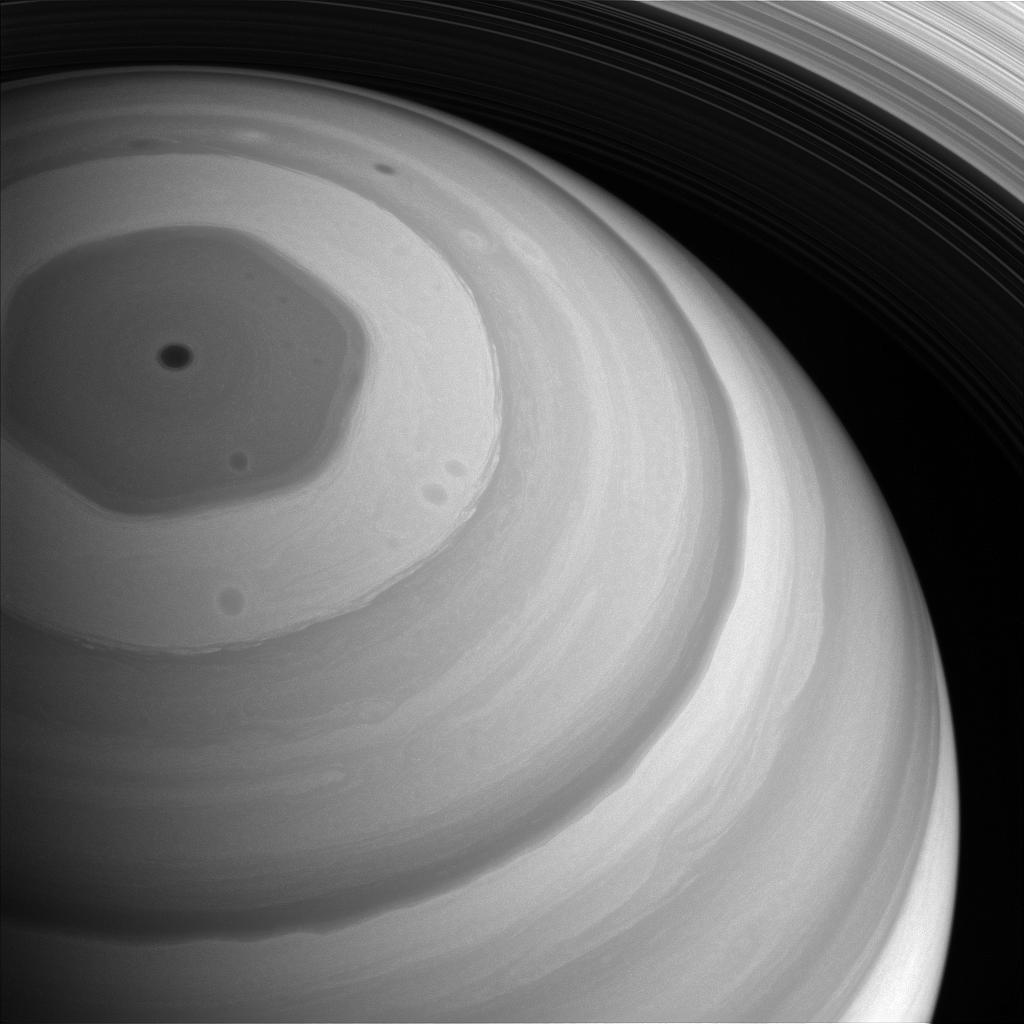
Фото, сделанное «Кассини» 9 сентября 2016 года

В 2012-2013 годах были получены новые снимки шестиугольника. В августе 2014 года НАСА опубликовало снимок центральной части вихря, сделанный «Кассини» 2 апреля с расстояния 2,2 миллиона километров в преимущественно инфракрасном диапазоне.